# 비라소로 대수
리 군론과 이론물리학에서 비라소로 대수(Virasoro代數, 영어: Virasoro algebra)는 원의 미분 동형 자기 동형군의 리 대수의 (유일하게 자명하지 않은) 중심 확대인 무한 차원 리 대수이다. 물리학에서, 2차원 등각 장론의 대칭으로 사용된다.

## 정의

### 대수적 구성
비라소로 대수 {\displaystyle {\mathfrak {Vir}}}는 {\displaystyle L_{n}} ({\displaystyle n\in \mathbb {Z} })과 {\displaystyle c}로 인하여 생성되는 복소수 리 대수이며, 다음과 같은 리 괄호를 가진다.
{\displaystyle [{\mathsf {c}},{\mathsf {L}}_{n}]=0}
{\displaystyle [{\mathsf {L}}_{m},{\mathsf {L}}_{n}]=(m-n){\mathsf {L}}_{m+n}+{\frac {\mathsf {c}}{12}}(m+1)m(m-1)\delta _{m+n}}
중심 원소 {\displaystyle c}가 0인 대수를 비트 대수(영어: Witt algebra) {\displaystyle {\mathfrak {Witt}}}라고 하며, 이는 비라소로 대수의 고전적 형태로 볼 수 있다.
이에 따라, 복소수 리 대수의 짧은 완전열
{\displaystyle 0\to \mathbb {C} {\mathsf {c}}\to {\mathfrak {Vir}}\to {\mathfrak {Witt}}\to 0}
이 존재한다.
비라소로 대수는 실수 리 대수로서 다음과 같은 자기 동형을 갖는다. (이는 복소수 벡터 공간 위의 반선형(영어: antilinear) 사상이다.)
{\displaystyle \mathrm {i} \mapsto -\mathrm {i} }
{\displaystyle {\mathsf {L}}_{n}\mapsto -{\mathsf {L}}_{-n}}
{\displaystyle {\mathsf {c}}\mapsto -{\mathsf {c}}}
이는 {\displaystyle {\mathsf {L}}_{n}}을 원 위의 벡터장
{\displaystyle {\mathsf {L}}_{n}=-\mathrm {i} \exp(-\mathrm {i} nt){\frac {\mathrm {d} }{\mathrm {d} t}}}:77, §5.2
으로 간주하여 유도한 것이다. 그렇다면, 이에 대한 고정점
{\displaystyle {\mathsf {L}}_{n}-{\mathsf {L}}_{-n}}
{\displaystyle \mathrm {i} ({\mathsf {L}}_{n}+{\mathsf {L}}_{-n})}
{\displaystyle \mathrm {i} {\mathsf {c}}}
을 생각하자. 이는 실수 리 대수
{\displaystyle {\mathfrak {Vir}}^{\mathbb {R} }\subsetneq {\mathfrak {Vir}}}
를 생성하며, 마찬가지로 실수 리 대수의 짧은 완전열
{\displaystyle 0\to \mathrm {i} \mathbb {R} {\mathsf {c}}\to {\mathfrak {Vir}}^{\mathbb {R} }\to {\mathfrak {Witt}}^{\mathbb {R} }\to 0}
을 구성한다. 정의에 따라 자연스러운 포함 관계
{\displaystyle {\mathfrak {Witt}}^{\mathbb {R} }\hookrightarrow {\mathfrak {Vect}}(\mathbb {S} ^{1})}
가 존재한다.

### 원을 통한 리 대수의 구성
1차원 매끄러운 다양체인 원 {\displaystyle \mathbb {S} ^{1}} 위의 (매끄러운) 벡터장들의 리 대수
{\displaystyle {\mathfrak {Vect}}(\mathbb {S} ^{1})}
를 생각하자. 이는 실수 프레셰 공간이다. 그 속에는 푸리에 급수로 인하여, 다음과 같은 포함 관계가 성립한다.
{\displaystyle \mathbb {C} [{\mathsf {z}},{\mathsf {z}}^{-1}]\hookrightarrow {\mathfrak {Vect}}(\mathbb {S} ^{1})\otimes _{\mathbb {R} }\mathbb {C} }
{\displaystyle \mathbb {R} [{\mathsf {z}}+{\mathsf {z}}^{-1},\mathrm {i} ({\mathsf {z}}-{\mathsf {z}}^{-1})]\hookrightarrow {\mathfrak {Vect}}(\mathbb {S} ^{1})}
{\displaystyle {\mathsf {z}}\mapsto \exp({\mathsf {i}}t)\,{\frac {\mathrm {d} }{\mathrm {d} t}}\qquad (t\in \mathbb {R} /(2\pi \mathbb {Z} ))}
이는 다음과 같은 리 대수 코호몰로지 2차 공사슬을 갖는다.
{\displaystyle {\mathfrak {Vect}}(\mathbb {S} ^{1})\times {\mathfrak {Vect}}(\mathbb {S} ^{1})\to \mathbb {R} }
{\displaystyle \left(f(t){\frac {\mathrm {d} }{\mathrm {d} t}},g(t){\frac {\mathrm {d} }{\mathrm {d} t}}\right)\mapsto \oint {\frac {\mathrm {d} f}{\mathrm {d} t}}{\frac {\mathrm {d} ^{2}g}{\mathrm {d} t^{2}}}\,\mathrm {d} t=-\oint {\frac {\mathrm {d} f^{2}}{\mathrm {d} t^{2}}}{\frac {\mathrm {d} g}{\mathrm {d} t}}\,\mathrm {d} t\qquad (f,g\in {\mathcal {C}}^{\infty }(\mathbb {S} ^{1},\mathbb {R} ))}
이를 겔판트-푹스 공사슬(영어: Gelfand–Fuchs cocycle)이라고 한다.:67, Definition/Proposition Ⅱ.2.1 이에 대한 중심 확장
{\displaystyle 0\to \mathbb {R} {\mathsf {c}}\to {\widehat {\mathfrak {Vir}}}\to {\mathfrak {Vect}}(\mathbb {S} ^{1})\to 0}
을 생각할 수 있다. {\displaystyle {\widehat {\mathfrak {Vir}}}} 역시 프레셰 공간이다.
{\displaystyle {\widehat {\mathfrak {Vir}}}\otimes \mathbb {C} } 속에서, {\displaystyle \mathbb {C} [{\mathsf {z}},{\mathsf {z}}^{-1}]}과 {\displaystyle \mathbb {C} {\mathsf {c}}}로 생성되는 부분 리 대수를 비라소로 대수라고 한다.
{\displaystyle {\mathfrak {Vir}}\subsetneq {\widehat {\mathfrak {Vir}}}}

### 원을 통한 리 군의 구성
1차원 매끄러운 다양체인 원 {\displaystyle \mathbb {S} ^{1}}을 생각하자. 그 (매끄러운) 자기 미분 동형 사상들의 군
{\displaystyle \operatorname {Diff} (\mathbb {S} ^{1})}
을 생각하자. 이는 프레셰 다양체를 이룬다. 이는 두 개의 연결 성분을 가지는데, 만약 원에 임의의 방향을 부여하여 유향 다양체로 만든다면, 한 연결 성분은 방향을 보존하지만, 다른 한 연결 성분은 방향을 뒤집는다. 물론, 항등 함수는 전자에 속한다. 그 연결 부분군을 {\displaystyle \operatorname {Diff} ^{+}(\mathbb {S} ^{1})}이라고 하자.
이 경우, 그 실수 리 대수를 취할 수 있으며, 이는 실수 프레셰 공간이 된다. 구체적으로, 이는 원 위의 (매끄러운) 벡터장들의 리 대수 {\displaystyle {\mathfrak {Vect}}(\mathbb {S} ^{1})}이다.
프레셰 리 군 {\displaystyle \operatorname {Diff} ^{+}(\mathbb {S} ^{1})}은 특별한 1차원 중심 확대를 가지며, 기하학적으로 이는 리 군의 U(1) 주다발을 이룬다. 이는 다음과 같이 구성된다.:84, §5.4:§6.8
우선, 르베그 복소수 힐베르트 공간
{\displaystyle H=\operatorname {L} ^{2}(\mathbb {S} ^{1};\mathbb {C} )\cong \operatorname {L} ^{2}(\mathbb {Z} ;\mathbb {C} )}
을 생각하자. 여기서 동형 사상은 푸리에 급수에 의한 것이다. 이 가운데, 다음과 같은 부분 복소수 힐베르트 공간을 생각할 수 있다.
{\displaystyle H^{+}=\operatorname {L} ^{2}(\mathbb {N} ;\mathbb {C} )\subsetneq \operatorname {L} ^{2}(\mathbb {Z} ;\mathbb {C} )}
{\displaystyle H^{-}=\operatorname {L} ^{2}(\mathbb {Z} \setminus \mathbb {N} ;\mathbb {C} )\subsetneq \operatorname {L} ^{2}(\mathbb {Z} ;\mathbb {C} )}
{\displaystyle H=H^{+}+H^{-}\cong H^{+}\oplus H^{-}-}
(여기서 {\displaystyle \mathbb {N} =\{0,1,2,\dotsc ,\}}은 자연수의 집합이다.) 즉, 이는 각각 음이 운동량 성분을 갖지 않는 파동 함수와 음의 운동량만을 갖는 파동 함수의 부분 공간들이다.
이제, {\displaystyle \operatorname {Diff} (\mathbb {S} ^{1})}은 {\displaystyle H} 위에 다음과 같은 유니터리 표현을 갖는다.
{\displaystyle \rho \colon \operatorname {Diff} (\mathbb {S} ^{1})\to \operatorname {U} (H)}
{\displaystyle |f'(\theta )|^{1/2}\langle f(\theta )|(\rho f)|\psi \rangle =\langle \theta |\psi \rangle \qquad (\theta \in \mathbb {R} /(2\pi \mathbb {Z} ),\;\psi \in {\mathcal {C}}^{1}(\mathbb {S} ^{1},\mathbb {C} )\subsetneq H)}
그렇다면, 이제 다음과 같은 유니터리 작용소들의 부분 공간을 정의할 수 있다.:53, Definition 3.16:§6.2
{\displaystyle \operatorname {U_{res}} (H^{+},H^{-})=\left\{{\begin{pmatrix}T_{++}&T_{+-}\\T_{-+}&T_{--}\end{pmatrix}}\in \operatorname {U} (H^{+}\oplus H^{-})\colon T_{+-}\in {\mathfrak {S}}_{2}(H^{-},H^{+}),\;T_{-+}\in {\mathfrak {S}}_{2}(H^{+},H^{-})\right\}}
여기서
- {\displaystyle {\mathfrak {S}}_{2}(H^{+},H^{-})}는 {\displaystyle H^{+}\to H^{-}} 힐베르트-슈미트 작용소들의 공간이다.

이제, {\displaystyle H}를 어떤 양자장론의 위상 공간으로 삼고, {\displaystyle H=H^{+}\oplus H^{-}}를 그 심플렉틱 구조로 삼자. 그렇다면, 기하학적 양자화에 따라, 다음과 같은 페르미온 포크 공간을 얻는다.
{\displaystyle {\mathcal {H}}=\left(\bigwedge H^{+}+\otimes \bigwedge {\bar {H}}^{-}\right)^{\hat {}}}
여기서
- {\displaystyle (-)^{\hat {}}}은 내적 공간을 힐베르트 공간으로 만드는 완비화이다.
- {\displaystyle {\bar {H}}^{-}}는 {\displaystyle H^{-}}의 복소켤레 {\displaystyle a{\bar {v}}={\overline {{\bar {a}}v}}\qquad (v\in H^{-})}이다.
- {\displaystyle \textstyle \bigwedge }는 외대수이다.

기하학적 양자화에 따라, 자연스럽게 유계 작용소로의 표현
{\displaystyle \Phi \colon H\to \operatorname {B} ({\mathcal {H}})}
가 존재한다. ({\displaystyle \operatorname {B} ({\mathcal {H}})}는 {\displaystyle {\mathcal {H}}\to {\mathcal {H}}} 유계 작용소의 공간이다.) 이에 따라서, {\displaystyle H} 위의 유니터리 작용소 {\displaystyle U\in \operatorname {U} (H)}가 다음과 같이 {\displaystyle {\mathcal {H}}} 위에 {\displaystyle {\tilde {U}}\in \operatorname {U} ({\mathcal {H}})}로 표현될 수 있는지를 따질 수 있다.
{\displaystyle {\tilde {U}}\Phi (v)=\Phi (Uv){\tilde {U}}\qquad \forall f\in H}
이 경우, 위 조건을 만족시키는 {\displaystyle {\tilde {U}}}가 존재할 필요 충분 조건은 {\displaystyle U\in \operatorname {U_{res}} (H^{+},H^{-})}인 것이다. 이러한 {\displaystyle {\tilde {U}}}는 노름 1의 복소수 스칼라 곱셈을 무시하면 유일하다. 따라서, 이와 같은 유니터리 연산자의 공간
{\displaystyle \operatorname {{\tilde {U}}_{res}} (H^{+},H^{-})=\{{\tilde {U}}\in \operatorname {U} ({\mathcal {H}})\colon \exists U\in \operatorname {U} (H)\forall f\in H\colon {\tilde {U}}\Phi (v)=\Phi (Uv){\tilde {U}}\}}
을 정의할 수 있다. 이는 군의 짧은 완전열
{\displaystyle 1\to \operatorname {U} (1)\to \operatorname {{\tilde {U}}_{res}} (H^{+},H^{-})\to \operatorname {U} (H^{+},H^{-})\to 1}
을 이룬다.
이제, 단사 군 준동형
{\displaystyle \operatorname {Diff} ^{+}(\mathbb {S} ^{1})\hookrightarrow \operatorname {U_{res}} (H^{+},H^{-})}
을 통해 {\displaystyle \operatorname {{\tilde {U}}_{res}} (H^{+},H^{-})} 속에 부분군
{\displaystyle \operatorname {\widetilde {Diff}} (\mathbb {S} ^{1})\subsetneq \operatorname {{\tilde {U}}_{res}} (H^{+},H^{-})}
을 정의할 수 있다. 이는 군의 짧은 완전열
{\displaystyle 1\to \operatorname {U} (1)\to \operatorname {\widetilde {Diff}} ^{+}(\mathbb {S} ^{1})\to \operatorname {Diff} ^{+}(\mathbb {S} ^{1})\to 1}
을 이룬다. 이 짧은 완전열의 모든 항들은 프레셰 다양체이다.
이에 대한 실수 리 대수의 짧은 완전열을 취할 수 있다.
{\displaystyle 0\to \mathbb {R} {\mathsf {c}}\to {\widehat {\mathfrak {Vir}}}\to {\mathfrak {Vect}}(\mathbb {S} ^{1})\to 0}
이 짧은 완전열의 각 항은 프레셰 공간이다.
특히, 복소수 리 대수 {\displaystyle {\widehat {\mathfrak {Vir}}}\otimes \mathbb {C} } 속에 다음과 같은 부분 집합
{\displaystyle \{{\mathsf {c}}\}\cup \left\{\exp(\mathrm {i} nt){\frac {\mathrm {d} }{\mathrm {d} t}}\colon n\in \mathbb {Z} \right\}}
으로 생성되는 (대수적) 부분 리 대수
{\displaystyle {\mathfrak {Vir}}\subsetneq {\widehat {\mathfrak {Vir}}}\otimes \mathbb {C} }
를 비라소로 대수라고 한다. {\displaystyle {\widehat {\mathfrak {Vir}}}\otimes \mathbb {C} }는 비라소로 대수의 (프레셰 공간으로의) 완비화이며, {\displaystyle \operatorname {\widetilde {Diff}} ^{+}(\mathbb {S} ^{1})}는 그 실수 형태에 대응되는 프레셰 리 군이다.

## 성질

### 유니터리 표현
비라소로 대수의 복소수 힐베르트 공간 {\displaystyle H} 위의 표현
{\displaystyle \rho \colon {\mathfrak {Vir}}\to \operatorname {B} (H)}
가운데, 만약 다음이 성립한다면, 이를 비라소로 대수의 유니터리 표현이라고 한다.
{\displaystyle \rho ({\mathsf {L}}_{n})^{\dagger }=\rho ({\mathsf {L}}_{-n})}
비라소로 대수의 유니터리 표현은 모두 기약 표현들의 직합으로 분해된다.
비라소로 대수의 아벨 부분 리 대수
{\displaystyle \operatorname {Span} _{\mathbb {C} }\{{\mathsf {L}}_{0},{\mathsf {c}}\}\subsetneq {\mathfrak {Vir}}}
를 생각하자. 각 기약 표현 {\displaystyle \rho }에서
{\displaystyle \rho ({\mathsf {c}})\in [0,\infty )\operatorname {id} _{H}}
{\displaystyle \rho ({\mathsf {L}}_{0})\in [0,\infty )\operatorname {id} _{H}}
이게 되며, 반대로 주어진 두 실수 {\displaystyle (c,h)=(\rho ({\mathsf {c}}),\rho ({\mathsf {L}}_{0}))}에 대응되는 기약 유니터리 표현은 (동형 아래) 유일하다. 주어진 {\displaystyle (c,h)}에 대응되는 기약 표현은 베르마 가군의 몫으로 구성될 수 있다.
비라소로 대수의 기약 유니터리 표현들의 목록은 다음과 같다.
- {\displaystyle c\geq 1}인 경우, 모든 {\displaystyle h\geq 0}에 대한 표현 {\displaystyle (c,h)}가 존재한다.
- {\displaystyle 0\leq c<1}인 경우에는 다음과 같은 값들만이 존재한다.
{\displaystyle c=1-{\frac {6}{m(m+1)}}}
{\displaystyle h=h(c;p,q)={\frac {((m+1)p-mq)^{2}-1}{4m(m+1)}}}
{\displaystyle m=2,3,4,\dots }
{\displaystyle p=1,2,\dots ,m-1}
{\displaystyle q=1,2,\dots ,p}

{\displaystyle 0\leq c<1}의 경우는 2차원 등각 장론의 일종인 최소 모형의 구성에 등장한다. 함수 {\displaystyle h(c;p,q)}는 다음과 같은 대칭을 가진다.
{\displaystyle h(c;p,q)=h(c;m-p,m+1-q)}
특히, {\displaystyle p=q=1}인 경우 {\displaystyle h=0}이며, 이는 2차원 등각 장론의 진공 또는 대칭류(영어: current)에 해당한다. (2차원 등각 장론은 두 개의 비라소로 대수 대칭을 갖는데, 진공의 경우 {\displaystyle h}가 둘 다 0이지만, 대칭류의 경우 둘 가운데 하나만이 0이다.) {\displaystyle m-1=p=q=1}인 경우는 {\displaystyle (c,h)=(0,0)}이며, 이는 1차원 자명한 표현에 해당한다.
비라소로 대수의 모든 기약 유니터리 표현은 {\displaystyle (c,h)=(0,0)}을 제외하면 무한 차원 표현이다. ({\displaystyle (c,h)=(0,0)}인 자명한 표현은 물론 1차원이다.)

### 복소수 비라소로 군의 부재
비라소로 대수의 실수 형태 {\displaystyle {\mathfrak {Vir}}^{\mathbb {R} }}의 실수 프레셰 공간으로의 완비화는 어떤 프레셰 리 군의 리 대수이다. 그러나 이 리 군은 복소화될 수 없으며, 복소수 비트 대수와 복소수 비라소로 대수는 복소수 리 군의 리 대수가 될 수 없다.:82–84, §5.4

### 리 지수 사상의 비(非)전사성
비트 대수의 지수 사상
{\displaystyle \exp \colon {\mathfrak {Vect}}(\mathbb {S} ^{1})\to \operatorname {Diff} (\mathbb {S} ^{1})}
을 생각하자. 이는 존재하지만, 프레셰 다양체 {\displaystyle \operatorname {Diff} (\mathbb {S} ^{1})}에서 항등 함수의 임의의 근방에서, {\displaystyle \exp }의 치역에 포함되지 않는 원소가 존재한다.:14, Proposition 1.23:28, Proposition 3.3.1

## 역사
엘리 카르탕이 1909년에 비트 대수를 발견하였고, 에른스트 비트가 이를 유한체의 경우에 대하여 1930년대에 연구하였다.
비트 대수의 중심 확장은 리처드 얼 블록(영어: Richard Earl Block)과 이즈라일 겔판트, 드미트리 푹스(러시아어: Дми́трий Бори́сович Фукс) (1968)가 발견하였다.
아르헨티나의 물리학자 미겔 안헬 비라소로(스페인어: Miguel Ángel Virasoro)가 1970년에 끈 이론에서 비트 대수 (중심확장을 제외한 비라소로 대수)를 도입하였다. 이후 그 중심 확장은 와이스 (영어: J. H. Weis)가 도입하였다.

## 같이 보기
- 등각 장론
- 2차원 𝒩=1 초등각 장론
- W-대수